# Pierre Castex
Pierre Castex (Boulogne-Billancourt, 1º febbraio 1924 – XIV arrondissement di Parigi, 28 agosto 1991) è stato uno scrittore, giornalista e critico cinematografico francese. Ha lavorato per Action, Liberation, Les Lettres françaises e VSD.

## Biografia
Ha debuttato su Vaillant (poi ridenominato Pif Gadget ) nei primi anni '50 scrivendo racconti e romanzi a seguire: Citoyen Jantet , Les Aérostiers de la liberté , Lunga vita alla repubblica nel 1959, Le bain historique di François Grachet (disegno di Yves Roux) in 1964.
Ha scritto poi le sceneggiature per la serie Jean et Jeanette disegnate da jacques Souriau del 1952, P'tit Joc di André Joy e numerosi episodi della serie Jacques Flash , ideata da Roger Lécureux e ripresa da Jean Ollivier e disegnata successivamente da Pierre Le Guen, Gerald Forton, René Deynis, Max Lenvers,  oltre a storie complete come Missione sul catrame con C. Marcello nel 1982, ecc.
Ha lavorato anche per piccoli formati, in particolare su:
- la serie giornalistica di Nic nel 1958 con Lina Buffolente in Ivanhoé ,
- Rocky le Trappeur , clone non riconosciuto di Blek le Roc con il fumettista Saverio Micheloni pubblicato in Dakota (1954-60) poi Dorian / Marco Polo e ripubblicato in El Bravo dalle edizioni Aventures et Voyages,
- la serie Il piccolo principe ( Mousqueton ) con Jean Kalisttrade
- Cossio e Buffolente nel Totem 14-49
- En garde! dal 1957 al 1965,
- Rok l'invisibile in Brick
- Jean le Tambour con Eugène Gire (ripubblicato in En Garde! 94-96).

Per la collezione Télé-Séries ha scritto sceneggiature per Thierry la Fronde, Au nom de la loi , Joke Jones.
Ha lavorato anche per la casa editrice Sagédition (Dan, l'uomo in moto in Rintintin e Rusty), al Journal de Mickey con Allo Toubib , disegnato da Lucien Nortier, a Méhée de la Touche nel 1975 con Florenci Clavé nella trasmissione Télé-Gadget e ai libri Edizioni Larousse come L'Histoire de France en BD nel 1976, i cui testi furono scritti con Jacques Bastian e André Bérélowitch (disegni di Enric Sio e Xavier Musquera) o La Découverte du Monde en BD nel 1979-80. Ha anche adattato romanzi per la raccolta Rouge et Or delle edizioni GP
È morto a Parigi il 28 agosto 1991 all'età di 67 anni.